# Xã Barnett, Quận Jefferson, Pennsylvania
Xã Barnett (tiếng Anh: Barnett Township) là một xã thuộc quận Jefferson, tiểu bang Pennsylvania, Hoa Kỳ. Năm 2010, dân số của xã này là 254 người.